# Лыжин, Николай Михайлович
Николай Михайлович Лыжин — советский хозяйственный, государственный и партийный деятель.

## Биография
Родился в 1914 в селе Гари Пермской губернии Российской империи (ныне посёлок городского типа в составе Гаринского городского округа (Гаринского района) Свердловской области России). Член ВКП(б) с 1941.
С 1929 года — на хозяйственной, общественной и политической работе. В 1929—1968 гг. — заведующий культмагазинами и Торговыми отделами, секретарь Свердловского областного комитета ВЛКСМ по военной работе, 1-й секретарь Брестского областного комитета ЛКСМ Белоруссии, инструктор Отдела партийных органов ЦК КПСС по РСФСР, секретарь Ставропольского краевого комитета КПСС, 1-й секретарь Областного комитета КПСС Карачаево-Черкесской автономной области.
Избирался депутатом Совета Национальностей Верховного Совета СССР 6-го (Усть-Джегутский избирательный округ) и 7-го (Карачаевский избирательный округ) созывов от Карачаево-Черкесской АО.
Умер 7 мая 1991 года.